# Nine Stories
Nine Stories es la banda de música de Nacho Ruiz (1980, Madrid) compositor, cantante y multinstrumentista, cuyos comienzos se remonta al 2008 y que hasta la fecha ha publicado dos álbumes de estudio. Con un sonido que podría clasificarse entre el pop-folk y con ciertas influencias del brit-pop, movimiento musical que marcó su adolescencia, Nacho Ruiz ha publicado ambos discos en inglés, Nine Stories y Trafalgar, con Gran Derby Records, sello discográfico independiente del que él mismo es socio-fundador.

## Carrera musical
Nine Stories emprendió su andadura a finales de 2008. Tras escribir sus primeras canciones en casa y sin saber muy bien a dónde iban a parar, Nacho acudió a sus amigos músicos, Pepo Martínez (Secret Society) y Javier Peña (Tripulante y Crucero) con los que comenzó a darle forma al que sería primer disco homónimo, Nine Stories. Este se convirtió en la primera referencia del sello Gran Derby Records, fundado entre otros por el mismo Nacho.
Tras la publicación de este primer disco, Nine Stories empezó a tocar sin parar por ciudades de España y Europa. También participó en festivales tan conocidos como Primavera Sound 2010 o el FIB 2011. En otoño de 2012, Nine Stories participó en la banda sonora de la película Buscando a Eimish con cuatro canciones, una de ellas inéditas y cantada por la actriz Manuela Vellés, protagonista del filme.
El 25 de febrero de 2013 se publicó Trafalgar, grabado en verano en los de Estudios Gárate con Kaki Arkarazo (Negu Gorriak, Kortatu, etc) a los mandos. Con quince canciones, el disco contó además de con sus músicos habituales, con la colaboración de Betagarri (vientos), un terceto de cuerda comandado por David Sagastume, Greg Gobel (Tripulante Y Crucero) y la voz de Alondra Bentley en varios temas, incluido Only She Knows, primer videoclip del elepé. A finales del 2013, publicaciones prestigiosas como Rockdelux o elmundo.es eligieron Trafalgar como uno de los mejores trabajos del año.
En 2014, Nine Stories ha seguido tocando por distintas salas de España mientras prepara las canciones de su tercer disco. Recientemente, ha comunicado su primera gira en China, con Alondra Bentley, siendo esta la primera gran incursión de Nine Stories fuera del continente Europeo.

## Discografía

### Álbumes de estudio
- Nine Stories (2008)/ Gran Derby Records.
- Trafalgar (2013)/ Gran Derby Records.

### Bandas Sonoras
- Buscando a Eimish (2012) dirigida por Ana Rodríguez Rosell.

### Colaboraciones
- Held The Hand versión para el disco tributo "Coloreando a Daniel Johnston".[9]

## Curiosidades
- Nacho Ruiz, formó en 2003 la mítica banda de Rock'n'Roll madrileña Seine (banda),[10] disuelta en 2008. Además tocó durante los últimos años con la banda española también disuelta The Secret Society. Actualmente acompaña a la guitarra y el piano a Alondra Bentley.[11]

- Nacho confiesa ser un devoto lector de J. D. Salinger, autor de El guardián entre el centeno y Nueve cuentos, al que le debe el nombre de su banda y su primer disco.

- Nine Stories ha contado en diferentes ocasiones con la colaboración del famoso e internacional ilustrador Ricardo Cavolo,[12] íntimo amigo de Nacho y autor de las portadas de sus discos y de varios carteles para conciertos.